# Habitatge al raval de Robuster, 14 (Reus)
L'Edifici al raval de Robuster, 14 és un edifici del municipi de Reus (Baix Camp) inclòs en l'Inventari del Patrimoni Arquitectònic de Catalunya com a Bé Cultural d'Interès Local.

## Descripció
Aquesta casa és un dels pocs i, possiblement el millor conservat, dels edificis reusencs d'arquitectura palatina del segle xviii. Hi ha una valoració decreixent de les obertures, que es converteixen en finestres a l'última planta (golfa). Presenta planta baixa, dos pisos i golfa. A cada planta hi ha tres obertures. El portal d'accés és d'arc de mig punt. Tot el conjunt té gran interès compositiu. La façana va ser netejada i restaurada quan s'hi va instal·lar un comerç a la planta baixa.